# Giorocuta
Giorocuta – wieś w Rumunii, w okręgu Satu Mare, w gminie Supur. W 2011 roku liczyła 747 mieszkańców.